# Das Konzept
Das Konzept war eine Schweizer Zeitschrift, die 1972 vom Verband der Schweizerischen Studentenschaften gemeinsam mit den Studentenschaften der Universität Zürich und der ETH Zürich gegründet wurde und bis 1982 existierte. Die Zeitschrift hat anfangs den Impuls als Beilage der Zeitschrift Zürcher Student (heute Zürcher Studierendenzeitung) abgelöst.
Das Konzept erschien zunächst 8-mal pro Jahr, dann 9-mal pro Jahr, schliesslich monatlich, dies in 11 Jahrgängen: von Jahrgang 1 (1972/73) bis Jahrgang 11 (1981/82); die letzte Nummer war die Nr. 103 von Februar 1982.
Der Herausgabeverein von Das Konzept wurde in die Genossenschaft infolink überführt, welche Trägerin der Wochenzeitung WOZ ist.
Seit 2022 sind sämtliche Ausgaben von Das Konzept auf E-Periodica digitalisiert.